# Gil Paterson

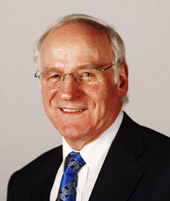
Gil Paterson

Gil Paterson (* 11. November 1942 in Glasgow) ist ein schottischer Politiker und Mitglied der Scottish National Party.

## Politischer Werdegang
Paterson trat 1967 in die SNP ein. Im Jahre 1973 machte er sich beruflich selbstständig und führte seinen Betrieb bis zu seiner Wahl 1999. Erstmals trat Paterson 1980 bei den Neuwahlen im Wahlkreis Glasgow Central an, unterlag dem Labour-Kandidaten Robert McTaggart jedoch deutlich und verpasste somit den Einzug in das Unterhaus. Ein weiteres Mal trat Paterson bei Neuwahlen an, diesmal im Jahre 1987 für den Wahlkreis Strathkelvin and Bearsden. Mit einem Stimmenanteil von nur 7,1 % konnte er allerdings auch diese Wahl nicht für sich entscheiden.
Bei den Schottischen Parlamentswahlen 1999 trat Paterson als Kandidat der SNP für den Wahlkreis Airdrie and Shotts an, unterlag jedoch Karen Whitefield von der Labour Party deutlich. Auf Grund des Wahlergebnisses zog er als Abgesandter der Wahlregion Central Scotland über die Regionalliste in das neugeschaffene Schottische Parlament ein. Bei den folgenden Parlamentswahlen 2003 kandidierte er abermals für Airdrie and Shotts, errang mit einem Stimmanteil von 20,9 % jedoch nicht das Direktmandat. Da bei diesen Wahlen nur drei Kandidaten der Regionalliste für Central Scotland in das Parlament einzogen, erlangte der viertplatzierte Paterson diesmal kein Mandat. 2007 kandidierte Paterson für den Wahlkreis Clydebank and Milngavie. Er konnte dort zwar den Stimmanteil der SNP erhöhen, gewann aber nicht das Direktmandat gegen den Labour-Kandidaten Des McNulty. Auf Grund seiner Platzierung auf der Regionalliste der Wahlregion West Scotland behielt er jedoch seinen Parlamentssitz. Zu den Parlamentswahlen 2011 gewann Paterson erstmals das Direktmandat für Clydebank and Milngavie und verteidigte es bei den folgenden Wahlen 2016.